# Petaurista magnificus
Il petaurista di Hodgson (Petaurista magnificus Hodgson, 1836), noto in cinese come Lihe Wushu, è uno scoiattolo volante originario della regione himalayana.

## Descrizione
Con una lunghezza testa-corpo di 35,9-42 cm, una coda di 41,5-48 cm e un peso di circa 1350 g, il petaurista di Hodgson è una delle specie più grandi del genere Petaurista. Il colore marrone scuro o rossiccio del dorso, con una striscia di colore marrone scuro o nerastro che va dalla testa alla base della coda, contrasta nettamente con le macchie gialle presenti sulle spalle, contornate ai lati dal colore ruggine scuro dei fianchi e del patagio; le regioni inferiori e le zampe sono di colore rossiccio chiaro, mentre la coda, di colore rossiccio scuro alla base, è quasi del tutto rossiccia, con una piccola macchia nera all'estremità; i piedi sono neri.

## Distribuzione e habitat
Il petaurista di Hodgson è diffuso nelle regioni meridionali del Tibet, in Nepal, Sikkim e Bhutan. Vive nelle foreste sempreverdi e di latifoglie, dalle pianure fino a 3000 m di quota; sembra prediligere le foreste decidue. È più grande di circa il 25% di P. elegans, che vive nello stesso habitat.

## Biologia
Il petaurista di Hodgson ha abitudini prevalentemente notturne e arboricole, e si nutre di foglie, gemme, fiori di rododendri e di altri alberi, frutta e perfino erbe. È altamente vocale e quando esce dal nido, al crepuscolo, emette sempre un profondo e monotono richiamo rimbombante. La sera può essere visto planare per distanze di 60-100 m dagli alberi di quercia fino a quelli di rododendro sottostanti. Occupa nidi con un'entrata circolare situati a 5-15 m dal suolo, imbottiti con muschio e altro materiale morbido. Le abitudini riproduttive sono sconosciute, ma si sa che le madri condividono lo stesso nido con i piccoli.

## Conservazione
La distruzione e il degrado dell'habitat per far posto a coltivazioni di cardamomo e tè, la raccolta del legname, altre attività umane e gli incendi boschivi sono le principali minacce per questa specie, che ha già perso gran parte del proprio areale originario. In alcune aree viene anche cacciato a scopo alimentare. Tuttavia, è ancora molto diffuso e la IUCN lo colloca tra le specie a rischio minimo.